# Turitea
Turitea est une banlieue de la cité de Palmerston North dans la région de Manawatu-Wanganui dans l’île du Nord de la Nouvelle-Zélande.

## Situation
La ville de Turitea est localisée sur la berge sud du fleuve Manawatu, au-delà du campus de l’Université Massey.
Turitea est la plus importante Area Unit (unité de secteur) au sein de la cité de Palmerston North. 
Elle s’étend de la limite de l'Université Massey jusqu’à la chaîne de Tararua et en descendant pratiquement jusqu’à la ville Tokomaru.

## Population
Lors du recensement de 2001 en Nouvelle-Zélande (en), la ville avait une population de 1 197 résidents.

## Accès
Les routes principales de la banlieue de Turitea comprennent :
- Old West Road
- Turitea Road
- Fitzherbert East Road
- Pahiatua Track

## Activités
‘Turitea’ est le siège de l’usine de fourniture d’eau de Palmerston North et la localisation de la future ferme d’éolienne de Turitea (en) planifiée ici.

## Gouvernance locale et centrale
- Turitea fait partie du  ward de Fitzherbert dans le cadre du Conseil de la cité de Palmerston North.

Il partage sa représentation avec d’autres banlieues: Aokautere, l'Université Massey et celle de Linton
- Une partie de Turitea est dans le ward d’Ashhurst.
- Avant 1996, Turitea faisait partie du secteur électoral de Manawatu.

Toutefois du fait de la réforme du système électoral des FPP vers les MMP, les limites du secteur électoral de Palmerston North furent re-dessinées pour inclure la ville de Turitea. 
- En 2007, Turitea fut transféré vers le secteur électoral de Rangitikei, ce qui fait que Palmerston North est complètement entouré par le secteur de Rangitikei.